# شورش

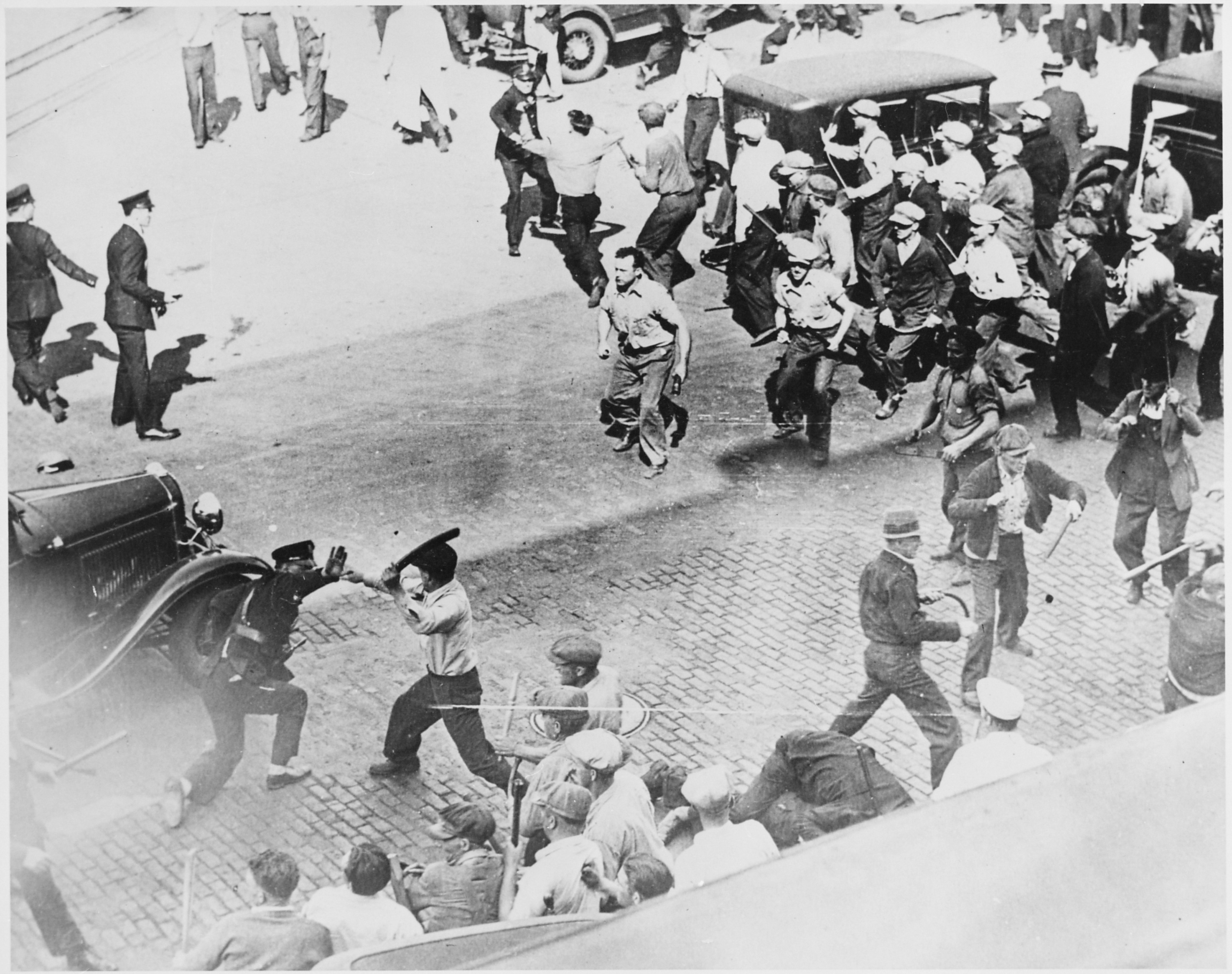
تیمسترز مسلح به لوله، در درگیری با پلیس در اعتصاب تیمسترز در مینیاپولیس در سال ۱۹۳۴ در طول رکود بزرگ، شورش می‌کنند.

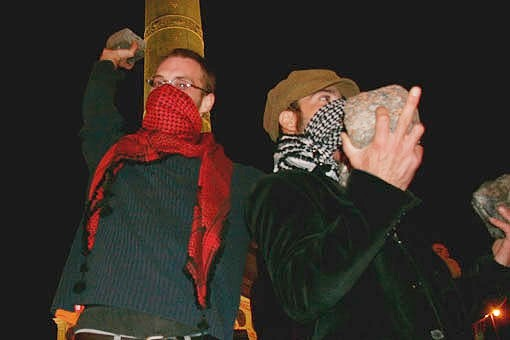
شورشیان ضدسارکوزی با روسری برای پنهان کردن هویت خود و فیلتر گاز اشک‌آور در پاریس، فرانسه در مه ۲۰۰۷

شورِش (به انگلیسی: Riot) یا خشونت اوباش(به انگلیسی: mob violence) به معنای به هیجان آمدن، آشفتن و پریشان کردن است و نوعی ناآرامی مدنی است که معمولاً با حمله گروهی در یک اغتشاش عمومی خشونت‌آمیز علیه مقامات، اموال و مردم تشکیل می‌شود.
شورش‌ها معمولاً شامل تخریب اموال عمومی یا خصوصی هستند. اموال مورد هدف بسته به شورش و تمایل افراد درگیر متفاوت است. هدف‌ها می‌تواند شامل بازارها، خودروها، رستوران‌ها، موسسات دولتی و ساختمان‌های مذهبی باشد.
شورش اغلب در واکنش به یک شکایت یا به دلیل مخالفت رخ می‌دهد. از لحاظ تاریخی، شورش‌ها به دلیل فقر، بیکاری، بد بودن شرایط زندگی، ظلم دولتی، مالیات یا خدمت وظیفه اجباری، درگیری بین گروه‌های قومی (شورش نژادی) یا مذهبی (مانند خشونت فرقه‌ای و پوگروم)، نتیجه یک رویداد ورزشی (مانند شورش ورزشی و هولیگانیسم فوتبالی) یا ناامیدی از کانال‌های قانونی که از طریق آن شکایات را پخش می‌کنند.
درحالی که افراد ممکن است تلاش کنند شورش را رهبری یا کنترل کنند، شورش‌ها معمولاً از گروه‌های بی‌نظم تشکیل می‌شوند که اغلب «آشوب هستند و رفتارهای گله‌ای از خود نشان می‌دهند.» شواهد فزاینده‌ای وجود دارد که شورش‌ها رفتاری غیرمنطقی و گله‌مانند (که گاهی تفکر گله‌ای نامیده می‌شود) نیستند، اما در واقع از هنجارهای اجتماعی وارونه پیروی می‌کنند.
مقابله با شورش‌ها اغلب برای نیروهای پلیس یک کار دشوار است. آنها ممکن است گاز اشک‌آور یا گاز سی‌اس برای کنترل شورش‌گران استفاده کنند. پلیس ضدشورش ممکن است از روش‌های کمتر کشنده برای کنترل شورش استفاده کنند، مانند تفنگ‌های ساچمه‌ای که گلوله‌ای باتوم انعطاف‌پذیر شلیک می‌کنند تا شورش‌گران را مجروح یا ناتوان کنند تا دستگیری راحت‌تر شود.

## تعریف
عمل مقابل شورش، سرکوب (با خشونت) است. گاه به عبارت‌هایی نظیر اغتشاش، اعتراض، عصیان یا انقلاب نیز گفته می‌شود. در شورش‌ها شورشیان اهداف مختلفی دارند، بیشتر شورش‌ها در کشورهای فقیر و بی نظم رخ می‌دهند. شورش‌ها به دسته‌های مختلفی تقسیم می‌شوند: مسلحانه یا مانند اعتراض بدون سلاح گرم که هر دو با هرج و مرج همراه است.
سرکوب شورش را پلیس ضد شورش یا (SWAT) انجام می‌دهد.